# 今治市上下水道部
今治市上下水道部（いまばりしじょうげすいどうぶ）は、愛媛県今治市における水道事業・簡易水道事業・工業用水道事業を行う地方公営企業である。

## 概要
1936年1月に上水道が竣工し、通水を開始した。2005年1月に今治市と越智郡11町村と合併し、新「今治市」となり、山間部から島しょ部まで広範囲の給水区域を有するようになった。合併後は7つの水道事業、6つの簡易水道事業、2つの飲料水供給施設を別々に運営していたが、小規模事業体別での運営は効率が悪く給水原価の高騰を招く原因となる為、統合に向けた施設整備を進め2017年4月には7つの水道事業、関前簡易水道事業、津島飲料水供給事業に事業統合した。

### 取り組み
広域化
- 島しょ部では大三島の台ダムが水源の上水道とため池などを水源とする簡易水道が整備されていたが、慢性的な水不足が課題となっていた[3]。2012年には来島海峡大橋の橋桁内部に送水管を設置し、大島と伯方島（渇水時）を対象に旧今治市の浄水場から最大日量3千トンを送る「しまなみ送水事業」に着手[3]。2015年12月には吉海地区の一部へ送水開始、2017年3月には吉海全地区へ送水を完了した[4]。これに伴い吉海地区内の全浄水場を廃止した[4]。
- 関前地区では小大下島の湧水を水源とし岡村島へ海底送水管で送水する一方、1996年度に岡村島へ海水淡水化装置を設置し、給水を続けてきた[2]。しかし施設の老朽化、高度な技術を要する維持管理等の問題を踏まえ、とびしま海道の添架管・新設ポンプ場等を経て、2017年4月4日から広島県広島水道用水供給事業からの越境受水を開始した[2]。

施設の統合
- 今治水道ビジョンに基づく施設の統廃合を進めている[2]。水質管理が難しく維持管理コストがかさむ小規模水源を廃止し、良質で規模の大きい水源と浄水施設に機能を集約化を行っている[2]。2007年には水源が75カ所、浄水場が47カ所あったが、2020年には水源が35カ所（40カ所削減）、浄水場が17カ所（30カ所削減）に集約されている[2]。

水道料金統一
- 2005年1月に今治市と越智郡11町村が合併するのに当たり、「今治市及び越智郡11か町村合併協議会」で合併協議を進めることとなったが、水道事業に関しては第22回から第29回まで4ヶ月にわたり継続審議がなされた[5]。水道使用料に関する案件が議論を呼び、なかなか決着が付かなかった[5]。協議の結果、水道事業は新市移行後も当分の間、現行の事業体ごとに経営を行い、合併後5年以内に市内水道料金を統一することと決定した[5]。2007年4月には料金体系の統一がなされ、2010年4月には料金を統一した[5]。

## 沿革
- 1921年（大正10年）4月 - 水源地調査費を予算計上し、水源調査開始。
- 1932年（昭和7年）10月 - 上水道布設計画認可。
- 1934年（昭和9年）3月 - 上水道工事起工式挙行。
- 1936年（昭和11年）4月 - 上水道竣工。通水式を挙行。
- 1951年（昭和26年）3月 - 波止浜町営水道、今治市からの受水により供用開始。
- 1954年（昭和29年）
  - 11月 - 町谷簡易水道竣工
  - 12月 - 水運搬船　初代「水道丸」を建造し、小島、来島へ配水船就航。
- 1955年（昭和30年）
  - 2月 - 今治市が隣接6カ町村（富田、桜井、清水、日高、波止浜、乃万）と合併。
  - 8月 - 越智郡吉海町馬島を今治市に編入。
  - 11月 - 上水道第1次拡張事業計画認可。
- 1956年（昭和31年）
  - 4月 - 水道事業に公営企業法適用。水道局設置。
  - 7月 - 上徳簡易水道竣工。
- 1957年（昭和32年）
  - 3月 - 水運搬船2代目「水道丸」建造。
  - 6月 - 高橋簡易水道竣工。
- 1961年（昭和36年）
  - 3月 - 上水道第1次拡張事業完了。
  - 12月 - 玉川ダム建設促進協議会発足。
- 1964年(昭和39年)
  - 4月 - 桜井簡易水道竣工。玉川ダム調査事務所開設し、ダム建設の基礎調査開始。
  - 8月 - 異常渇水により時間給水を実施。
- 1967年（昭和42年）3月 - 上水道第2次拡張事業計画認可。
- 1968年（昭和43年）
  - 3月 - 水運搬船3代目「水道丸」建造。馬島への給水開始
  - 6月 - 玉川ダム本体工事請負契約締結し、工事開始。
- 1969年（昭和44年）
  - 4月 - 大西町・波方町分水開始。
  - 6月 - 玉川ダム定礎式挙行。
- 1970年（昭和45年）11月 - 玉川ダム竣工式挙行。
- 1971年（昭和46年）
  - 3月 - 野間・孫兵衛作簡易水道竣工
  - 10月 - 小泉浄水場竣工式挙行。第2次拡張事業のうち第1期工事完了。
- 1972年（昭和47年）3月 - 「水道丸」委託運航開始。
- 1976年（昭和51年）3月 - 第2次拡張事業完了。
- 1980年（昭和55年）3月 - 水運搬船　4代目「水道丸」建造。
- 1985年（昭和60年）5月 - 桜井上水道第1次拡張事業計画認可。
- 1987年（昭和62年）3月 - 桜井第2配水池築造。桜井上水道第1次拡張事業完了。上水道第3次拡張事業認可。
- 1988年（昭和63年）3月 - 片山水源地ポンプ室建築。
- 1990年（平成2年）3月 - 高部送水ポンプ場完成。
- 1991年（平成3年）3月 - 小泉中央監視制御設備完成。
- 1993年（平成5年）3月 - 水運搬船　5代目「水道丸」建造。
- 1994年（平成6年）8月 - 異常渇水により8月22日から9月29日まで（38日間）時間断水を実施。
- 1995年（平成7年）
  - 3月 - 清水送水ポンプ場完成。
  - 6月 - 水源の森基金を設置。
- 1997年（平成9年）
  - 3月 - 乃万地区　配水池、送水ポンプ所完成。これにより、第三次拡張事業終了。
  - 11月- 水道水質検査センター開所式挙行。
- 1998年（平成10年）4月 - 水道水質検査センター業務開始（10月より、受託業務開始）。
- 2000年（平成12年）8月 - 今治地域水資源対策協議会設立（6市町村）。
- 2001年（平成13年）6月 - 上徳水源地クリプトスポリジウム検出により唐子台地区給水停止（15日21時〜16日22時）、影響人口:3,460人。
- 2004年（平成16年）3月 - 上水道第4次拡張事業認可。
- 2005年（平成17年）1月 - 今治市、および越智郡11町村（朝倉村・玉川町・波方町・大西町・菊間町・吉海町・宮窪町・伯方町・上浦町・大三島町・関前村）が新設合併し、新「今治市」となる。合併に伴い、水道局が水道部に組織変更となる。
- 2008年（平成20年）
  - 3月 - 来島・小島へ海底送水管布設。来島海峡第三大橋へ添架の送水管を馬島へ接続。
  - 4月 - 水運搬船「水道丸」廃止。
- 2009年（平成21年）4月 - 馬越浄水場完成。
- 2010年（平成22年）4月 - 旧市町村ごとに設定していた水道料金を統一[6]。
- 2012年（平成24年）3月 - 第5次拡張認可。
- 2014年（平成26年）4月 - 公共下水道事業に企業会計方式を導入するのに伴い、水道部が上下水道部に組織変更となる[7]。
- 2015年（平成27年）3月 - しまなみ海道の来島海峡大橋に送水管完成。
- 2017年（平成29年）4月 - 広島県から用水供給が開始。
- 2022年（令和4年）
  - 3月 - 高橋浄水場（バリウォーター）完成。愛媛県公営企業管理局が今治市に今治地区工業用水道事業を無償譲渡[8]。
  - 4月 - 波方事業所、大西事業所を今治事業所へ統合。
- 2024年（令和6年）4月 - 朝倉事業所を今治事業所へ統合。

## 機構
上下水道部
- 下水道業務課
- 下水道工務課
- 水道総務課
- 水道工務課
- 今治事業所
- 玉川事業所
- 菊間事業所
- 越智諸島事業所
- 関前事業所